# Кубок Грузії з футболу 1999—2000
Кубок Грузії з футболу 1999–2000 — (також відомий як Кубок Давида Кіпіані) 10-й розіграш кубкового футбольного турніру у Грузії. Титул вперше здобув Локомотив (Тбілісі).

## Календар
| Раунд        | Дата               | Матчі | Клуби   |
| ------------ | ------------------ | ----- | ------- |
| Перший раунд |                    | 16    | 48 → 32 |
| 1/16 фіналу  |                    | 32    | 32 → 16 |
| 1/8 фіналу   | березень 2000      | 16    | 16 → 8  |
| 1/4 фіналу   | 15/22 березня 2000 | 8     | 8 → 4   |
| 1/2 фіналу   | 2/9 травня 2000    | 4     | 4 → 2   |
| Фінал        | 26 травня 2000     | 1     | 2 → 1   |

## 1/8 фіналу
| Команда 1                | Заг. | Команда 2              | 1-й матч | 2-й матч |
| ------------------------ | ---- | ---------------------- | -------- | -------- |
| березень 2000            |      |                        |          |          |
| Торпедо (Кутаїсі)        | 7:0  | Академія (Тбілісі) (2) | 5:0      | 2:0      |
| Локомотив (Тбілісі)      | 2:1  | ФК Тбілісі             | 1:1      | 1:0      |
| Колхеті-1913 (Поті)      | 1:0  | Мерані-91              | 1:0      | 0:0      |
| Динамо (Батумі)          | 3:1  | Горда (Руставі)        | 2:0      | 1:1      |
| ВІТ Джорджія             | 6:2  | ТДУ Тбілісі            | 1:1      | 5:1      |
| Маргветі (Зестафоні) (2) | 2:4  | Самгуралі (Цхалтубо)   | 0:2      | 2:2      |
| Діла (Горі)              | 5:1  | Зооветі (Тбілісі) (2)  | 3:0      | 2:1      |
| Динамо (Тбілісі)         | 9:0  | Гурія (Ланчхуті) (2)   | 6:0      | 3:0      |

## 1/4 фіналу
| Команда 1            | Заг.         | Команда 2           | 1-й матч | 2-й матч |
| -------------------- | ------------ | ------------------- | -------- | -------- |
| 15/22 березня 2000   |              |                     |          |          |
| Динамо (Батумі)      | 3:0          | Колхеті-1913 (Поті) | 3:0      | 0:0      |
| ВІТ Джорджія         | 0:0 пен. 1:3 | Локомотив (Тбілісі) | 0:0      | 0:0      |
| Самгуралі (Цхалтубо) | 0:2          | Торпедо (Кутаїсі)   | 0:0      | 0:2      |
| Динамо (Тбілісі)     | 8:1          | Діла (Горі)         | 4:0      | 4:1      |

## 1/2 фіналу
| Команда 1           | Заг.    | Команда 2         | 1-й матч | 2-й матч |
| ------------------- | ------- | ----------------- | -------- | -------- |
| 2/9 травня 2000     |         |                   |          |          |
| Локомотив (Тбілісі) | 2:1     | Динамо (Батумі)   | 2:0      | 0:1      |
| Динамо (Тбілісі)    | 1:1 (ч) | Торпедо (Кутаїсі) | 1:1      | 0:0      |

## Фінал
| 26 травня 2000 |

| Локомотив (Тбілісі)                                  | 0:0      | Торпедо (Кутаїсі)                             |
| ---------------------------------------------------- | -------- | --------------------------------------------- |
|                                                      | Протокол |                                               |
|                                                      | Пенальті |                                               |
| Гогічаїшвілі · Балашвілі · Джишкаріані · Хізанішвілі | 4:2      | Асатіані · Кветенадзе · Чхетіані · Шекріладзе |

| Динамо Арена імені Бориса Пайчадзе, Тбілісі Глядачів: 19 000 Арбітр: Серго Кварацхелія |